# World Demise
World Demise är det amerikanska death metal-bandet Obituarys fjärde studioalbum, utgivet 1994 av skivbolaget Roadrunner Records.

## Låtlista
1. "Don't Care" – 3:08
2. "World Demise" – 3:43
3. "Burned In" – 3:32
4. "Redefine" – 4:39
5. "Paralyzing" – 4:57
6. "Lost" – 3:59
7. "Solid State" – 4:38
8. "Splattered" – 4:15
9. "Final Thoughts" – 4:08
10. "Boiling Point" – 3:09
11. "Set in Stone" – 4:50
12. "Kill for Me" – 5:59

Bonusspår på 1998-utgåvan
1. "Killing Victims Found" – 5:05
2. "Infected" (live) – 5:00
3. "Godly Beings" (live) – 2:01
4. "Body Bag" (live) – 4:01

- Text och musik: Obituary

## Medverkande
Musiker (Obituary-medlemmar)
- John Tardy – sång
- Allen West – sologitarr
- Trevor Peres – rytmgitarr
- Frank Watkins – basgitarr
- Donald Tardy – trummor

Produktion
- Scott Burns – producent, ljudtekniker, ljudmix
- Obituary – producent, ljudmix
- Super Brian (Brian Benscoter) – ljudtekniker
- Dave "Big Shirt" Nicholls – ljudtekniker
- George Marino – mastering
- Trevor Peres – omslagsdesign
- Monte Conner – omslagsdesign
- Eric Kat – foto
- John Tardy – foto